# Le Ravi (journal)
Pour les articles homonymes, voir Ravi.
Le Ravi est un journal mensuel fondé en 2003 et qui met un terme à sa parution en septembre 2022. Il  examine d'un œil attentif la vie politique, sociale, culturelle, et l’actualité de la région Provence-Alpes-Côte d'Azur. Il mélange enquêtes et satire, articles et dessins. Le dessin de presse et la caricature y tiennent une part importante, tandis que les journalistes de l'équipe scrutent l'actualité locale.
Journal indépendant, résolument acteur du monde de l'économie sociale et solidaire, et premier journal en France à se réclamer du Slow Media, Le Ravi est édité par l’association « La Tchatche » à Marseille. Il paraît chaque premier vendredi du mois. Il est possible de l'acheter en kiosque (sur toute la région) ou bien de s'abonner en ligne pour un accès numérique et l'envoi du journal à domicile.
En septembre 2022, le journal annonce son dépôt de bilan et la fin de ses activités.

## le Ravisur la toile
Depuis fin octobre 2019, le mensuel satirique a totalement refondu son site internet, leravi.org, en proposant des abonnements numériques, sans renoncer à imprimer un journal papier. Il est à présent possible de lire la totalité du journal en ligne, dès sa publication, ainsi que sur une liseuse, mais aussi de parcourir dix ans d'archives. Tout en restant sur un rythme mensuel, la rédaction anime quotidiennement le site et produit régulièrement des contenus exclusifs pour le site."

## Les principales rubriques du mensuel «qui ne baisse pas les bras»
Le mensuel, illustré par des dessins de presse, organise ses pages selon un rubriquage en cinq grandes parties : « Les enquêtes » (actualité de la région), « La grosse enquête » (le dossier du mois), « RTT » (culture, gastronomie, etc.), « La vie de la Tchatche » (sur les différentes actions du journal en lien avec la société) et « Reportages ».
Le journal joue avec les codes plus traditionnels de la presse. Chaque mois, une personnalité, le plus souvent politique, se voit décerner dans l’esprit de la « noix d’honneur » du Canard enchaîné  un « Ravi de plâtre » plus horrifique qu’honorifique. Le journal propose également un portrait satirique « Poids lourd », basé sur les déclarations publiques (sélectionnées avec soin) d'une personnalité de la région qui est en « surpoids médiatique ». S'ajoutent les reportages dessinés, les strips récurrents des dessinateurs du journal, la recette de cuisine du mois, un reportage dessiné... Acteur du monde de l'économie sociale et solidaire, Le Ravi propose chaque mois à ses lecteurs un agenda des différentes manifestations à venir.

### La Grosse enquête
Tous les mois, un dossier (la « grosse enquête ») propose de prendre un peu plus de temps pour plonger dans un sujet. Il peut s'agir d'un sujet général, toujours traité sur l'angle de la région PACA (Nucléaire : non ou merci ?, la Bataille de l'eau, À quoi servent les sénateurs, l'hyper-consommation...), d'un reportage (Dans la gueule de l'extrême droite, Veolia connection, JC Decaux Roi du macadam, etc.) ou d'un dossier consacré à une ville de la région.
Illustrées par les dessinateurs qui travaillent pour le journal, ces enquêtes s'appuient également sur les tribunes, proposées par le journal aux acteurs de la société dans la région. C'est autour de ces enquêtes que sont généralement montés les débats proposés par le journal.

### Les enquêtes
Chaque mois, le journal propose à ses lecteurs plusieurs pages d'enquêtes sur la région. Ces enquêtes sont toujours locales, mais remises en perspective avec les problématiques nationales :  Le Ravi veut promouvoir un journalisme de circuit court, avec en objectif le localisme de la presse et de l'information.
Le mensuel publie, entre 2011 et 2014, un palmarès exclusif des «villes à fuir»,, qui classe les villes de la région PACA à partir d'indicateurs sélectionnés ; le journal revendique  qu'«un classement, quel qu’il soit, ne fait jamais que refléter les idées (explicites ou non) de ses concepteurs».

### Les reportages
Parce que Le Ravi veut promouvoir le droit de la presse de prendre le temps d'analyser et de regarder la société, il laisse une grande part, chaque mois, aux reportages.

### Le Contrôle technique de la démocratie
Chaque mois, sur une page entière, le Ravi propose une plongée dans la démocratie locale : un journaliste, incognito, se rend dans une enceinte de la démocratie et en rapporte les faits marquants. C'est le plus souvent un Conseil Municipal d'une ville ou d'un village de la Région, mais cela peut être l'assemblée d'un Conseil Général ou d'une intercommunalité. Cette rubrique, lue nulle part ailleurs, est une des spécificités du Ravi.

### Le reportage dessiné
Trois pages sont consacrées, en fin de journal, à un reportage dessiné : c'est une spécialité du journal que cet exercice qui, tous les mois, entraîne le lecteur, au moyen d'une bande dessinée scénarisée comme un reportage de journaliste, sur un sujet d'actualité de la région.

## le Ravidans la cité: participer à la vie démocratique
Cette section est promotionnelle ou publicitaire (novembre 2024). Considérez son contenu avec précaution et/ou discutez-en.
Le journal le Ravi (il ne faut pas de majuscule à l'article, ce qui pose d'innombrables problèmes de typographie) a toujours, depuis sa naissance, voulu être un acteur de la vie dans la cité et jouer un rôle dans le débat démocratique. Il a d'ailleurs emprunté son nom au ravi, un santon indispensable à toute Crèche de Noël en Provence, qui, les bras toujours en l'air, communique sa joie de vivre ainsi que la bonne nouvelle.

### le Ravifait débattre
Qualifié par certains « d'institution dans le Sud de la France », le journal organise des débats entre les acteurs de la vie publique de la Région. Objectif : faire parler, en public, de la gestion de l'eau ou du nucléaire, de la culture ou de l'agriculture, de l'extrême droite ou de l'économie sociale et solidaire, à Marseille, Aix-en-Provence, Avignon, Correns ou Manosque, c'est plus de deux fois par mois que les journalistes du Ravi vont ainsi à la rencontre du public. Par ailleurs, tous les mois, en collaboration avec la radio associative locale Radio Grenouille, les journalistes du Ravi interviewent un(e) responsable politique de la région dans le cadre de l'émission « la Grande Tchatche ».

### le Ravifait des liens
La notion de partenariat est également importante pour le journal, notamment à l'occasion d'enquêtes, avec des associations (sur la corruption avec Anticor, ou avec Latcho Divano pour un numéro sur les Roms, par exemple, avec ATTAC à l'occasion des discussions autour du TAFTA).
le Ravi collabore également avec d'autres organes de presse, pour des enquêtes (avec des revues comme Silence, Golias, Regards, etc. ou les sites Mediapart, Reporterre, Basta Mag, etc), ou pour des débats (par exemple avec Charlie Hebdo, à l'Alcazar de Marseille en 2012, avec les journaux en ligne Mediapart et Marsactu au Théâtre de [La Criée] en 2013, ou avec Marsactu encore à l'occasion des Élections européennes de 2014, débat sur les écoles publiques Marseillaise avec Marsactu au Théâtre de l'Oeuvre en 2019, débat sur la question "Un changement est-il possible à Marseille ?"  à Coco Velten en 2020). 
Satirique, il propose en décembre 2011 de racheter le journal France-Soir pour un euro symbolique par souscription nationale, en particulier pour attirer l'attention sur la situation des médias en France.

### le Ravifait de l'éducation à la presse
En parallèle aux activités de rédaction et de débat, l'association Tchatche organise des ateliers : dans le cadre scolaire (dans des établissements ou avec le CLEMI), ou en lien avec des centres sociaux, elle familiarise les jeunes avec le rôle et le fonctionnement de la presse et des medias ; dans le cadre de l'Éducation populaire, elle fait travailler des adultes sur des enquêtes pour donner la parole aux habitants de Paca - en priorité à ceux qui ne l'ont pas - en favorisant leur créativité, en relayant leurs propositions et en les initiant à l'enquête journalistique pour aller plus loin (en faisant par exemple réaliser un journal par des personnes sans abri, mal logées ou souhaitant reprendre en main leur environnement).
Cette place dans le débat démocratique est reconnue lors de l’appel à dons fin 2013. Pour éviter de fermer ses portes, Le Ravi lance un appel à dons, auquel répondent des personnalités comme le rédacteur en chef de Reporterre, Hervé Kempf, le journaliste Jean Lebrun ou le directeur de France-Soir, mais surtout des centaines de lecteurs de toute la France.